# 藤原宮子
藤原宫子 （ふじわら の みやこ，？ - 天平胜宝6年7月19日（754年8月11日）），日本奈良时代人，藤原不比等的长女，母亲是贺茂比卖。文武天皇的夫人，光明皇后的异母姊。

## 生平
- 697年，进入皇太子珂瑠皇子（後為文武天皇）的后宫。8月，文武天皇即位，封為夫人。
- 701年，生下首皇子（后来的圣武天皇）后得了抑郁症，很长一段时间都没有见过自己的亲生儿子。
- 723年，叙从二位。同年圣武天皇即位。
- 724年，叙正一位、尊為“大御祖（皇太夫人）”。
- 749年，孙女孝谦天皇尊為太皇太后。
- 754年，去世。享年约70岁。

藤原宫子实际上并非皇后，但文武天皇的后宫只有其一人生下皇子，因此地位实际上等于皇后。